# Fraktionierte Sublimation
Die Fraktionierte Sublimation ist ein Trennungsverfahren der Chemie, das zur Trennung von Feststoffgemischen Unterschiede in der Sublimationsneigung der Substanzen nutzt. 
Die Sublimation wird dabei durch Änderungen der Temperatur oder des Druckes (Vakuum) innerhalb einer Sublimationsapparatur verursacht.
Dieser Sachverhalt wird beim chemisch-technischen Verfahren der fraktionierten Sublimation ausgenutzt. Das zu trennende Stoffgemisch wird unter vermindertem Druck in der ersten Kammer aufgeheizt. Bisweilen wird ein Inertgas eingeleitet, um den Stofftransport zu begünstigen. In der zweiten oder dritten Kammer ist die Temperatur niedriger als in der ersten Kammer, so dass die Sublimatfraktionen dort als Feststoff gewonnen werden können. Das Verfahren kann auch mehrmals hintereinander angewandt werden, um die Reinheit der gewonnenen Stoffe zu erhöhen.
Das Verfahren wird in der Chemietechnik nicht nur zur Gewinnung von chemisch sehr reinen Stoffen oder zur Aufbereitung von Abfall genutzt, sondern auch als chemisches Analyseverfahren eingesetzt. 